# Vlásenice-Drbohlavy
Vlásenice-Drbohlavy (německy Wlasenitz-Derbohlaw) je malá vesnice, část okresního města Pelhřimov. Nachází se asi 9,5 km na jih od Pelhřimova. V roce 2009 zde bylo evidováno 41 adres. Žije zde 46 obyvatel. Osadou protéká říčka Hejlovka.
Vlásenice-Drbohlavy je také název katastrálního území o rozloze 3,79 km².

## Osobnosti
- Mikuláš Doležal (1889–1941), československý voják, legionář a člen ústředního velení Obrany národa se zde narodil, na domě čp. 15 má pamětní desku[5]

## Další fotografie

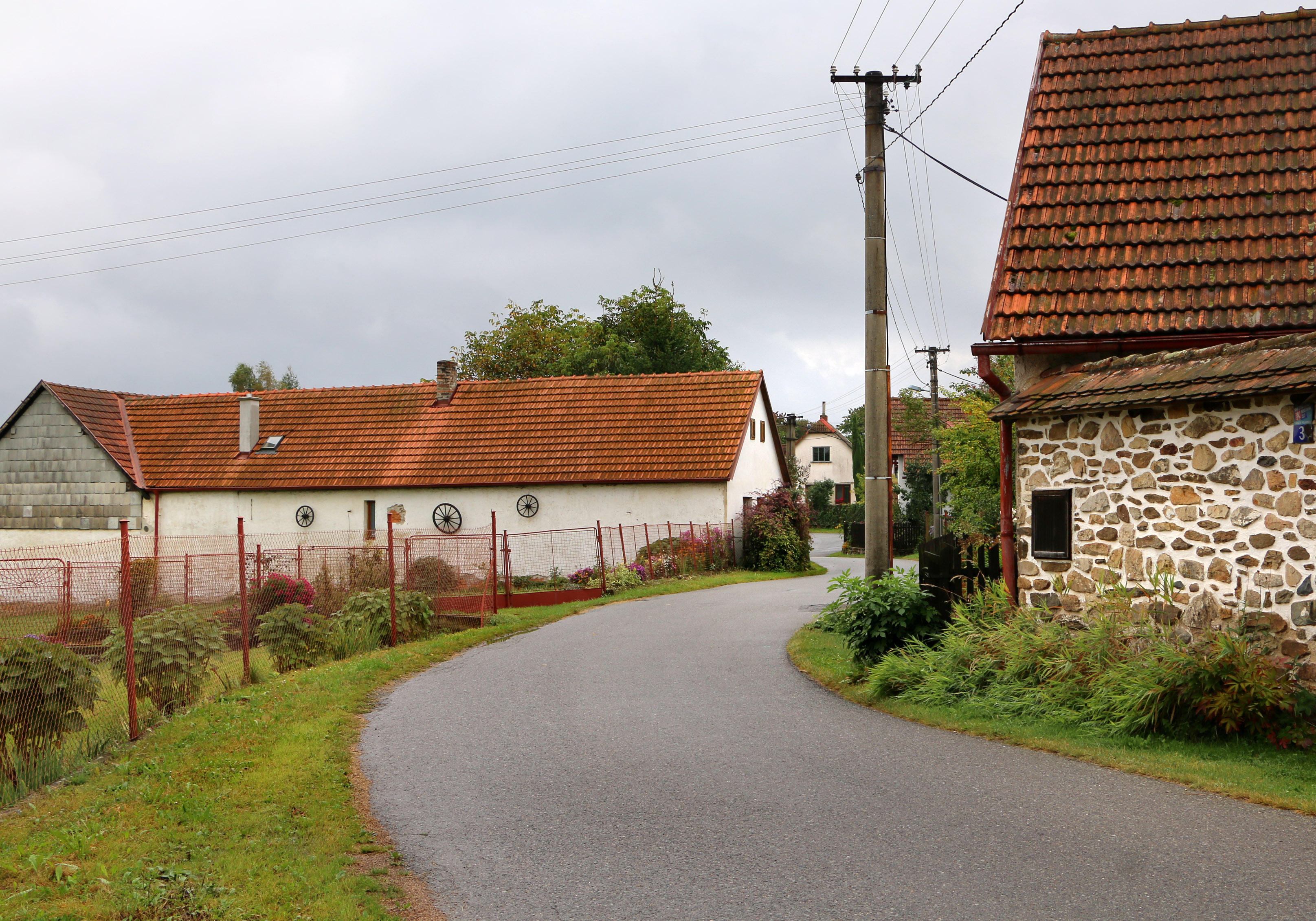
Západní část vesnice
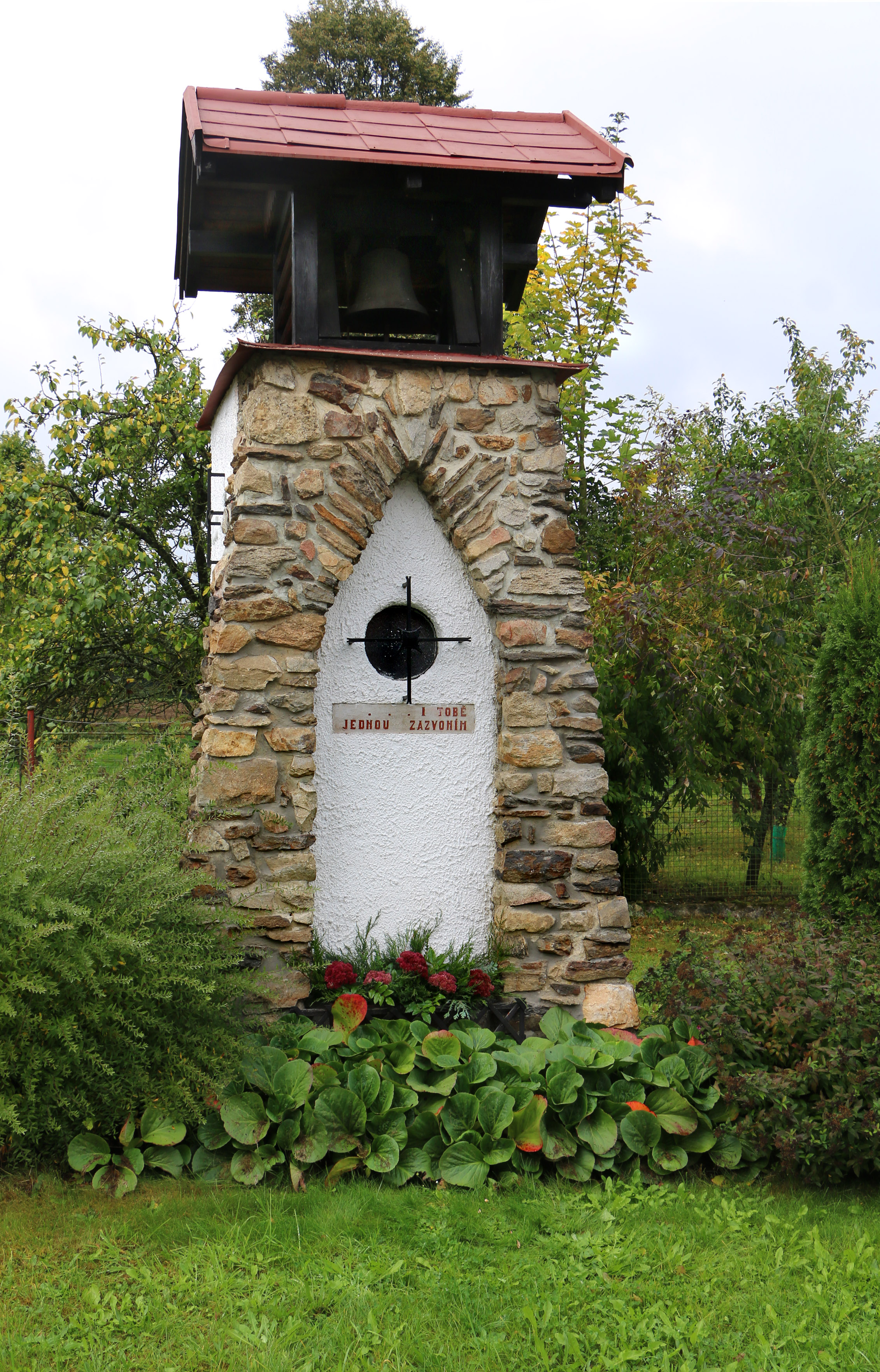
Zvonička s mrazivým nápisem
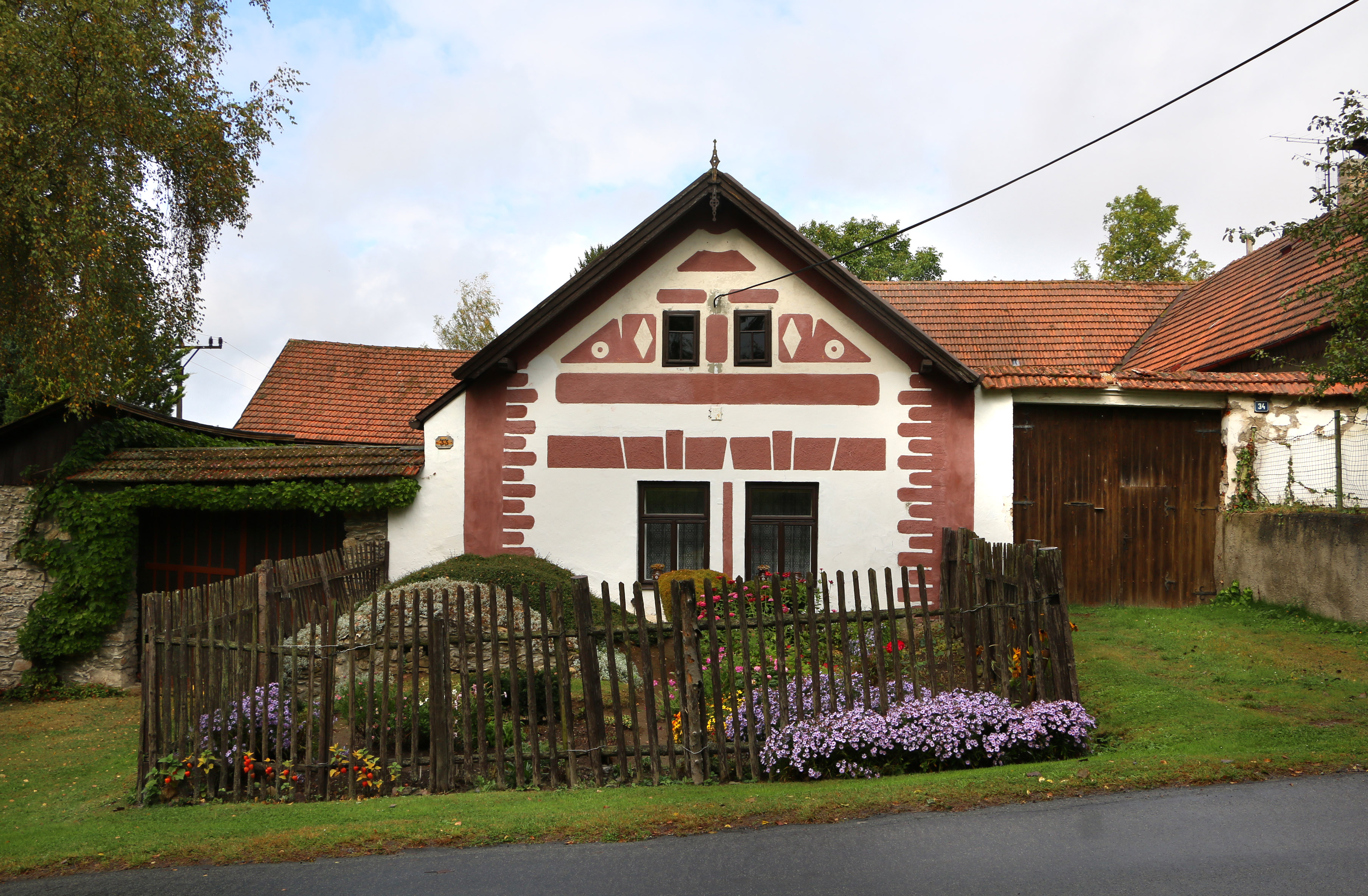
Dům čp. 33